# Зарудний Андрій Антонович
Зарудний Андрій Антонович, член НРУ (з 03.1989); колишній нар. деп. України.
Народився 19 березня 1933 (село Озерна,Зборівського повіту, Польща (нині  Тернопільського району, Тернопільська область) в селянській сім'ї; українець.
Освіта: Львівський державний університет імені Івана Франка, економічний факультет (1962–1967), економіст.
Народний депутат України 2-го скликання з 04.1994 (2-й тур) до 04.1998, Зборівський виб. окр. № 362, Терноп. обл., висунутий НРУ. Член Комітету з питань фінансів і банк. діяльності. Член фракції НРУ. На час виборів: Терноп. край. орг. НРУ, співголова.
- 1952–1956 — служба на флоті.
- 1956–1959 — електрослюсар шахти № 2 комбінату «Інтауголь».
- 1959–1968 — електрослюсар, машиніст підйому шахта № 3 Велико-Мостівська Львівсько-Волинського вугільного басейну.
- 1968–1972 — начальник планового відділу, ф-ка індпошиття одягу «Ромашка», місто Тернопіль.
- 1972–1985 — начальник фінансового відділу, Терноп. комбайновий з-д.
- 1989–1990 — голова виконкому, Терноп. край. орг. НРУ.
- З 1990 — депутат, Терноп. облрада нар. деп.
- 1990–1991 — 1-й заступник голови обл. нар. контролю.
- 1991-08.1993 — начальник, Тернопільська облдержінспекція контролю за цінами.

1991–1994 — співголова, Терноп. край. орг. НРУ.
Володіє польською мовою.
Захоплення: історія.

## Джерело
- Довідка [Архівовано 4 березня 2016 у Wayback Machine.]